# 天主教巴鲁伊布尔教区

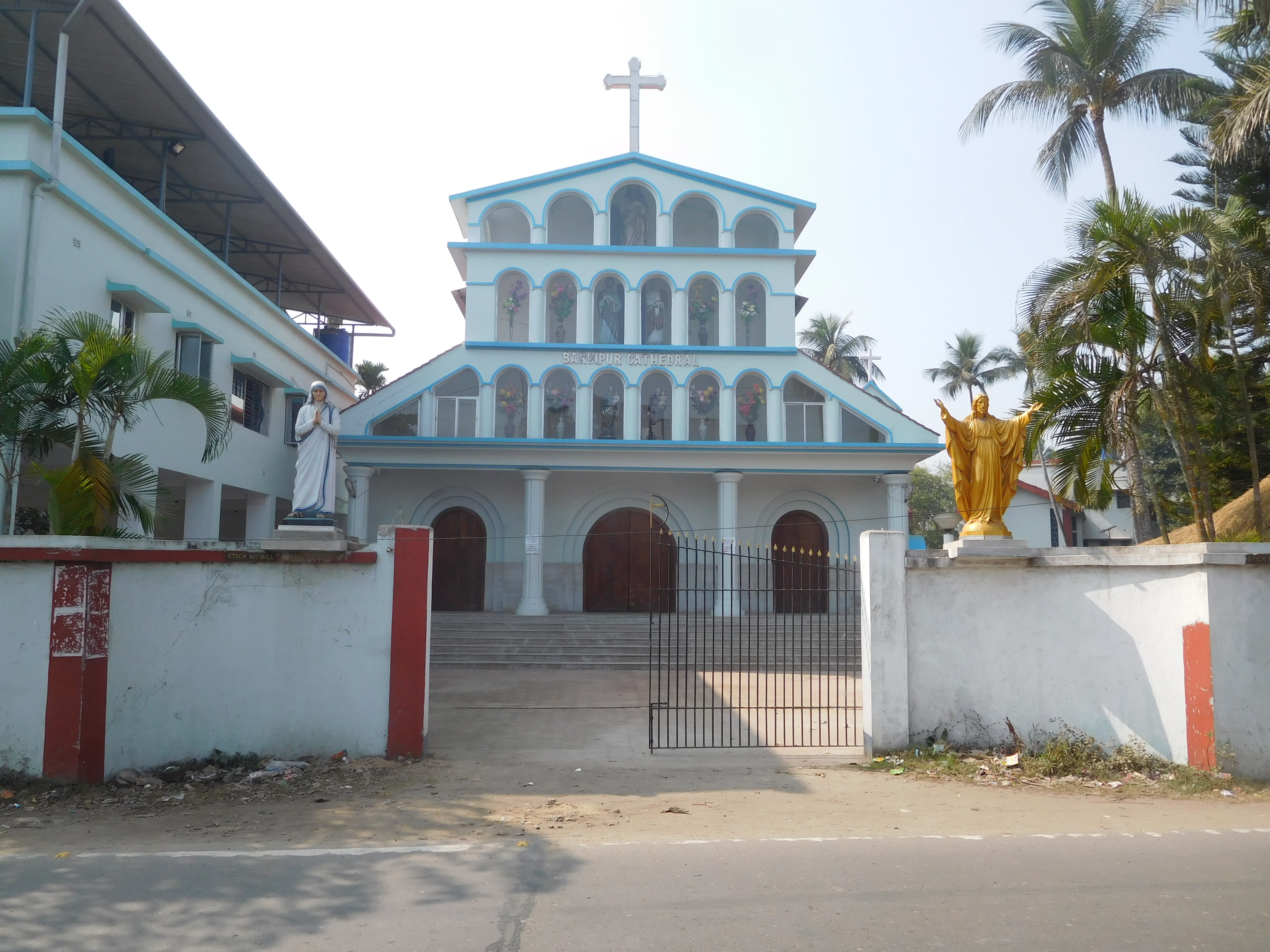
天主教巴魯伊布爾教區正門照

天主教巴魯伊布爾教區（拉丁語：Dioecesis Baruipurensis）是羅馬天主教的一個教區，位於印度西孟加拉邦東南部。受加爾各答總教區管轄。
教區於1977年5月30日成立，2012年時有十六個堂區、60,465名教友（佔轄區總人口0.6%）和五十四名司鐸。
現任教區主教為什亞馬爾·博塞，榮休主教為薩爾瓦多雷·羅保。